# Коста Пекянец
Коста Пекянец (на сръбски: Коста Пећанац или Kosta Pećanac) с рождено име Константин Милованович (на сръбски: Константин Миловановић) командир от времето на Първата и Втората световни война. Участвал в избиването на българи в западните покрайнини (1917 г.) и по конкретно населен с българи Босиленград.

## Биография
Бащата на Коста Пекянец е пандурин на Дечанския манастир, Косово и Коста е роден в село Дечани. Майка му и баща му загиват при албанско нападение над манастира и на 14 години, през 1892 година отива в Кралство Сърбия, за да служи като наемник. В началото на XX век се включва в сръбските и сърбомански чети, действащи на територията на Косово и Македония. Участва в сраженията при село Челопек и при Шупли камен. След бойното му кръщение по предложение на Йован Гъркович на Божик 1904 година получава титлата „войвода“.

### Балкански войни
Участва в Балканската война, като служи във втори полк на Моравската дивизия и участва в Кумановската битка, а по-късно и в Междусъюзническата война.

### Първа световна война
По време на Първата световна война отново е мобилизиран в състава на втори полк на Моравската дивизия. След разгрома на сръбската армия на Косово поле, се изтегля с остатъците ѝ през Албания на остров Корфу. От острова е прехвърлен в Солун за участие на Солунския фронт.
В качеството му на надежден и проверен боец и борец срещу българите, сръбското командване му поставя задача да организира бунт в българския тил в Моравско. Със специално оборудван за целта самолет, Коста Пекянец е прехвърлен през есента на 1916 година в района по горното течение на река Топлица около Блаце. Там установява контакт с другия изявен сръбски деятел срещу българската власт в Моравско - Коста Войнович. Между двамата възникват сериозни разногласия, поради които не се стига до координирани действия срещу българските и австро-унгарските власти. Коста Пекянец е в основата на организирането на така нареченото Топлишко въстание. Пекянец настъпва срещу село Петровац, но е разбит и губи много хора. През март 1917 година успява да превземе град Куршумлия. Но след българската офанзива откъм Ниш, отстъпва през планината Радан. В края на март 1917 г. логистично организира нападението на Босилеградско от средата на май което е явна провокация към Българската армия, понеже щабът ѝ е дислоциран по време на световната война в Кюстендил. Босилеград и околните села са опожарени от 200 четници на Коста Войнович, като при нападението над града са избити редица мирни жители, които случайно се озовават на пътя на ръководената от него чета. Подгонен от българската войска, се прехвърля към района на Печ в Метохия и Санджак, като изоставя ранения Коста Войнович, който за да не попадне жив в ръцете на българските военни се самоубива. В крайна сметка Коста Пекянец успява да се измъкне от българските власти, като се укрива в района на Албанските Алпи до края на войната, които са в австро-унгарската окупационна зона.

### Между двете световни войни
След Първата световна война, Коста Пекянец застава начело на Сдружението против българските бандити като почетен председател, създадено от Върховното командване на сръбската война и Министерството на вътрешните работи през 1925 година за борба с четите на ВМРО.
Коста Пакянец се включва в потушаването на албански бунт в Косово. През април 1932 година е избран за председател на Сдружението на сръбските четници „Петър Марконич“, което се обявява против, и е в опозиция на режима на Александър I Караджорджевич. Зедно с Илия Бирчанин Пекянец остава верен на монархията и се отделя от четническото движение в Сдружение на старите четници.

### Втора световна война
По време на Втората световна война е мобилизиран в състава на Пета югославска армия в Скопие, която е под командването на генерал Милан Недич. След пълния разгром на югославската армия в операция „Ауфмарш 25“, Коста Пекянец сформира четнически щаб в планината Соколица до Куршумлия. След обявяването на правителството на националното спасение на Милан Недич се обявява срещу организирането на партизанско движение на територията на окупирана Сърбия. Отива в планината Букуля в Шумадия, където на 27 август 1941 година излиза с декларация за сътрудничество с военновременната власт на Милан Недич, в която заявява, че ако партизаните не се завърнат по домовете си, ще воюва с тях. На събрания пред сръбски селяни държи пламенни речи срещу Титовите партизани.
След началото на организираното партизанско движение от Тито, формира в Източна Сърбия чети под контрола на правителството на Милан Недич за борба срещу партизаните. Дейността на Коста Пекянец по време на Втората световна война е вяла и се изразява в сътрудничество с немските сили в окупирана Сърбия. В края на 1941 година, Коста Пекянец се включва в прогонването на партизаните от територията на Сърбия в Санджак към Босна и Херцеговина, след края на т.нар. първа офанзива срещу Титовите партизани. През пролетта на 1942 година разгромява слабата партизанска съпротива в Източна Сърбия, след което разформирова четите под негово командване и се оттегля със 100 свои верни съратници в Сокол баня, оставайки на разположение на правителството на Милан Недич.
Коста Пекянец активно сътрудничи на германските военни власти в окупирана Сърбия по време на Втората световна война. Той е държан от немците в своеобразен запас, като е в състава на така наречения агентурен стратегически резерв. Намеренията на германското разузнаване са, в случай на обвързване на България със съюзниците, да активират за свои цели Пекянец.
Коста Пекянец се обявява против, и е основна вътрешночетническа опозиция на оглавеното от Дража Михайлович четническо движение, поради което е заклан по заповед на Михайлович на 25 май 1944 година в село Николинац от четническа тройка в състав Бранимир Петрович, Тилко Динич и Будимир Митрович.
Тялото на Коста Пекянец е открито от селянин, и е погребано в нива на 20 m от пътя Княжевац – Сокол баня.